# Pak Doo-ik
Pak Doo-Ik (Pyongyang, 17 de março de 1942) é um ex-jogador de futebol da Coreia do Norte célebre como autor do gol da vitória de seu país sobre a Itália na Copa do Mundo FIFA de 1966.

## Carreira
Na partida contra a Itália, Pak terminou decisivo antes mesmo de marcar seu famoso gol. Aos 35 minutos do primeiro tempo, uma entrada dura sua lesionou o adversário Giacomo Bulgarelli, um dos principais jogadores italianos. Como a FIFA ainda não permitia substituições, a Azzurra passou a jogar com um a menos. Oito minutos depois, veio o gol. No lance, a defesa oponente buscou afastar uma bola e Pak Seung-zin a devolveu ao ataque, em cabeceio. A bola sobrou a Pak Doo-ik, que dominou e, na corrida, acertou um chute cruzado no canto de Enrico Albertosi. A Itália não chegou a demonstrar desespero inicialmente, confiante de que os asiáticos perderiam o fôlego no segundo tempo, mas os Chollima conseguiram segurar a vitória, a despeito do favoritismo italiano ser tal que a vitória europeia estava cotada a mil libras por uma nas casas de apostas britânicas.
Os coreanos passaram às quartas-de-final (não existiam oitavas), onde foram eliminados por Portugal de Eusébio; poderiam ter ido ainda mais longe, pois chegaram a estar vencendo o jogo por 3-0 após apenas 25 minutos de partida, mas o "Pantera" iniciou uma das maiores recuperações em uma Copa do Mundo FIFA, fazendo quatro dos cinco gols da virada lusitana (dois, ainda no primeiro tempo). Apesar disso, os aplausos em Middlesbrough foram dados de pé aos norte-coreanos, que ficaram até 2002 como a seleção asiática a ter ido mais longe em um mundial - quando foram superados pelos vizinhos da Coreia do Sul, quando estes foram às semifinais após jogos de arbitragem contestada. Os próprios torcedores sul-coreanos relembraram o feito do Norte quando, naquela edição, enfrentaram a Itália, nas oitavas.

## Fora do futebol
Pak Doo-Ik integrava o exército norte-coreano antes da Copa de 1966, tendo sido promovido a sargento após o mundial, mas largou a vida militar e o futebol logo depois para virar instrutor de ginástica. Entretanto, por muito tempo vigorou na imprensa italiana de que ele seria dentista. Na realidade, sua profissão seria a de tipógrafo.
Em 2002, documentaristas britânicos foram autorizados a visitar a Coreia do Norte, interessados em entrevistar os jogadores da seleção de 1966 ainda vivos. Pak foi encontrado como técnico juvenil de futebol em Pyongyang. As gravações renderam o documentário The Game of Their Lives ("O jogo das vidas deles").